# Antônio Sérgio de Mattos
Antônio Sérgio de Mattos (nasceu no Rio de Janeiro, 18 de fevereiro de 1948 – morto em São Paulo, 23 de setembro de 1971) foi um estudante e militante brasileiro da ALN (Ação Libertadora Nacional), participando ativamente dos movimentos urbanos que lutaram contra o Regime Militar,  instaurado em 1 de abril de 1964 e que durou até 15 de março de 1985.
Foi morto por agentes da ditadura aos 23 anos e é um dos casos investigados pela Comissão Nacional da Verdade (CNV).

## Biografia
Filho de Armando Mattos e Maria Lourdes Pereira Mattos, Antônio Sérgio de Mattos fez o curso primário na Escola Pública Manoel da Nóbrega, onde era considerado um excelente aluno. Quando chegou ao ensino médio, passou a trabalhar de manhã e estudar no período da noite,  rotina essa que perdurou até os tempos de faculdade. Em 1969, enquanto estudava direito na UFRJ (Universidade Federal do Rio de Janeiro), Antônio Sérgio iniciou sua militância política no Movimento Armado Revolucionário (MAR), fazendo parte da Associação de Auxílio aos Reclusos (AURES), onde dava assistência aos presos políticos do Presídio Lemos de Brito. Em agosto do mesmo ano acabou entrando na clandestinidade após ajudar na fuga de nove prisioneiros do presídio carioca.

## Militância
Antônio Sérgio de Mattos permaneceu no Rio de Janeiro até fins de 1970, onde passou a militar na ALN (Ação Libertadora Nacional), uma das principais organizações de guerrilha urbana contra as forças militares. Posteriormente deslocou-se para São Paulo, como dirigente regional da organização. Antônio Sérgio tinha um nome falso, Gilberto Souza de Almeida, e o codinome "moreno" como era chamado.

## Morte
No dia 23 de setembro de 1971, na companhia de Manuel José Mendes Nunes de Abreu, Ana Maria Nacinovic Corrêa e Eduardo Antônio da Fonseca, na Rua João Moura, perto do número 2358, no Bairro do Sumarezinho, na cidade São Paulo, foi cercado quando militares simularam um problema mecânico em um jipe do exército que portava fuzis-metralhadoras, alvo de grande interesse das organizações armadas. Ana Maria conseguiu escapar, porém foi morta no ano seguinte, em 14 de junho de 1972. Como planejado pelas forças repressivas do governo, os guerrilheiros foram surpreendidos por um grupo de agentes do Destacamento de Operações de Informação - Centro de Operações de Defesa Interna (DOI-CODI - órgão de inteligência e repressão do Governo Militar), que aguardavam a ação dos militantes da ALN, realizando campana em um caminhão-baú de uma conhecida empresa jornalística. Na época, a versão oficial dava conta de que os três militantes foram mortos, pois tentaram assaltar o jipe.
De acordo com declaração dada por Suzana Keniger Lisboa, na 117ª audiência da Comissão da Verdade do Estado de São Paulo, no dia 19 de março de 2014, não houve perícia no local que aconteceram as mortes. "E fica mais estranho ainda saber que eles não tenham feito isso de forma contínua, realizando, por exemplo, a perícia de local, as armas nas mãos dos militantes".
Há controvérsias, entretanto, sobre a morte de Antônio Sérgio. A versão oficial é de que ele morreu no local, sendo encontrado morto às 16 horas do dia 23 de setembro de 1971. No entanto, o corpo chegou ao IML (Instituto Médico Legal) paulista somente por volta das 18h40, apesar de ser próximo ao local da operação policial. Segundo o laudo, o corpo apresentava dois ferimentos não causados por armas de fogo, feitos por um instrumento não identificado, mas que aparentemente havia sido utilizado com uma proximidade física do agressor. A foto do corpo mostrava equimoses e edemas não descritos, exibindo apenas o rosto e o pescoço, que estava encoberto por um objeto que se assemelhava a um gancho. O laudo dos outros dois mortos na ação apresentam controvérsias, como tiros nas pernas não suficientes para morte e um disparo na parte dorsal da mão, movimento característico de defesa em tiros à queima-roupa. Os mortos também apresentavam marcas no joelho, como se tivessem sido rendidos e dominados.
As requisições e laudos do necrotério foram assinados respectivamente por Alcides Cintra Bueno Filho (delegado do Departamento de Ordem Política e Social - DOPS), Isaac Ibramovitc e Antônio Valentini (médicos legistas que trabalhavam no IML).

## Conclusão do Caso
Os relatórios dos Ministérios da Marinha e Aeronáutica mantém a decisão policial, alegando que Antônio Sérgio foi morto durante uma tentativa de assalto.
O militante foi enterrado como indigente sob o nome falso de Dario Marcondes no Cemitério Dom Bosco, em Perus, na cidade de São Paulo, onde muitas outras vítimas mortas pelo sistema ditatorial também foram enterradas sem identificação. Somente em 1975, quatro anos depois, a família de Antônio Sérgio retirou seus restos mortais, levando-o para o Rio de Janeiro, onde ficava o sítio de seus pais, em Macaé, Rio de Janeiro.
A decisão do dia 28 de agosto de 2004 da Comissão Especial sobre Mortos e Desaparecidos Políticos (CEMDP) reconheceu a responsabilidade do Estado brasileiro pela sua morte, devido um contexto político repleto de violações aos direitos humanos graças a ditadura militar. Assim, a organização recomenda a retificação da certidão de óbito de Mattos e também a continuidade das investigações para concluir o caso e a devida culpabilização dos responsáveis pelo seu assassinato. Seu nome consta no Dossiê Ditadura: mortos e desaparecidos políticos no Brasil (1964 - 1985), organizado pela Comissão de Familiares de Mortos e Desaparecidos Políticos.

## Homenagens
Antônio Sérgio de Mattos foi uma das vitimas do período da ditadura a ser homenageadas com placas em cemitérios paulistas, em 2017. A sua está localizada no cemitério Dom Bosco em São Paulo.